# Mannsville (Oklahoma)
Mannsville – miasto w Stanach Zjednoczonych, w stanie Oklahoma, w hrabstwie Johnston.